# Gymnophaps solomonensis
Gymnophaps solomonensis là một loài chim trong họ Columbidae.
Đây là loài đặc hữu của quần đảo Solomon, nơi chúng sinh sống trong rừng già và rừng thứ sinh trên núi. Nó là một loài chim bồ câu cỡ trung bình với chiều dài trung bình là 38 cm và cân nặng 310–385 g. Đầu và cổ có màu xám trắng, bụng và dưới ức màu hồng nhạt, lỗ dưới đuôi và các lông dưới đuôi có màu xám nhạt. Phần lông phía trên có màu xám khói với các tua đậm hơn trên lớp lông và tấm phủ cánh. Chim trống vá chim mái trông giống nhau, nhưng có thể có sự khác biệt lớn về ngoại hình của mỗi cá thể.